# Rothschildia schreiteriana
Rothschildia schreiteriana är en fjärilsart som beskrevs av Rudolf Beyer och Orfila 1945. Rothschildia schreiteriana ingår i släktet Rothschildia och familjen påfågelsspinnare. Inga underarter finns listade.